# Pseudophyllus dyaka
Pseudophyllus dyaka är en insektsart som först beskrevs av Morgan Hebard 1922.  Pseudophyllus dyaka ingår i släktet Pseudophyllus och familjen vårtbitare. Inga underarter finns listade i Catalogue of Life.